# Hajólift

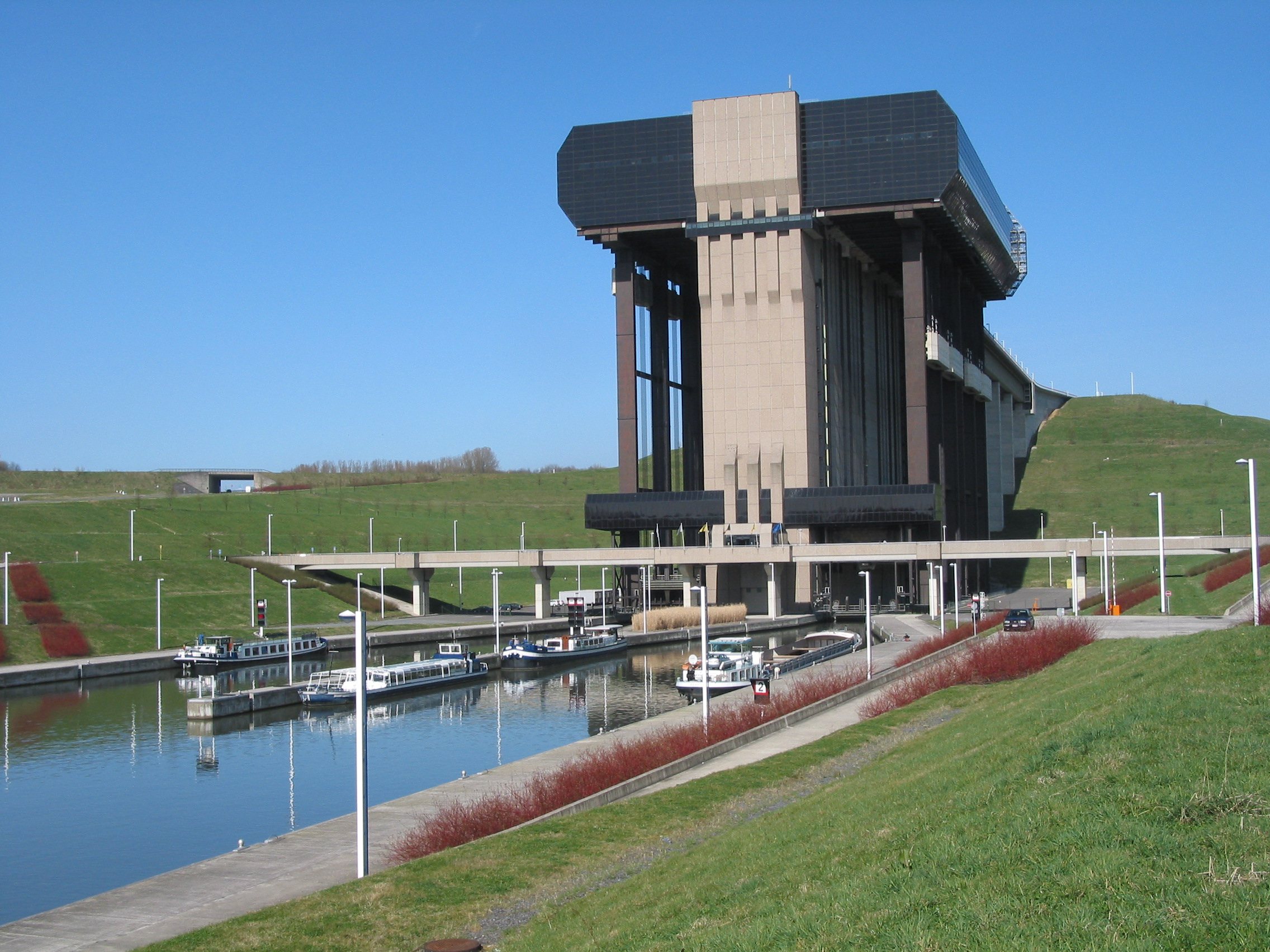
Strépy-Thieu hajólift (Belgium)

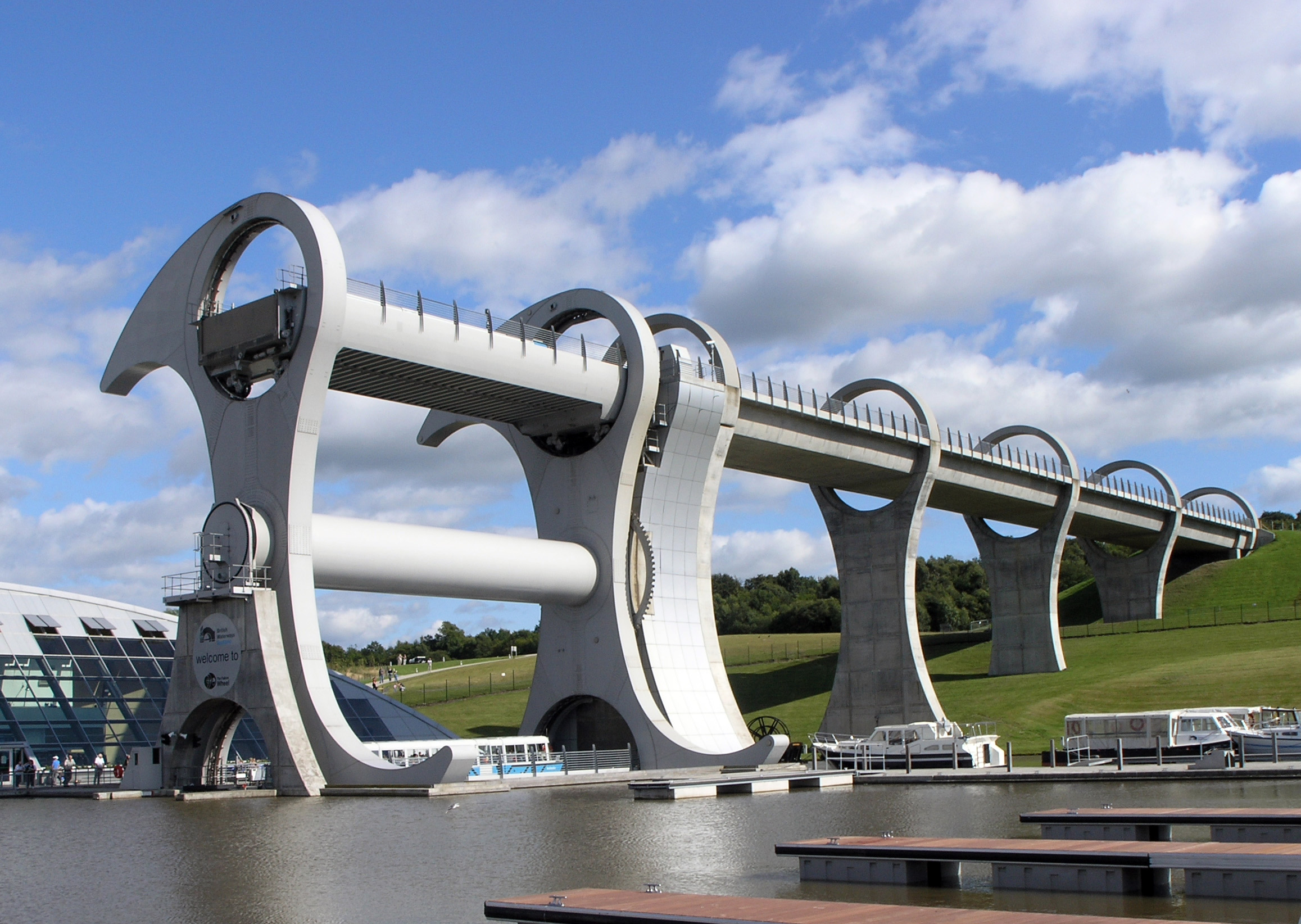
A Falkirki kerék (Skócia)

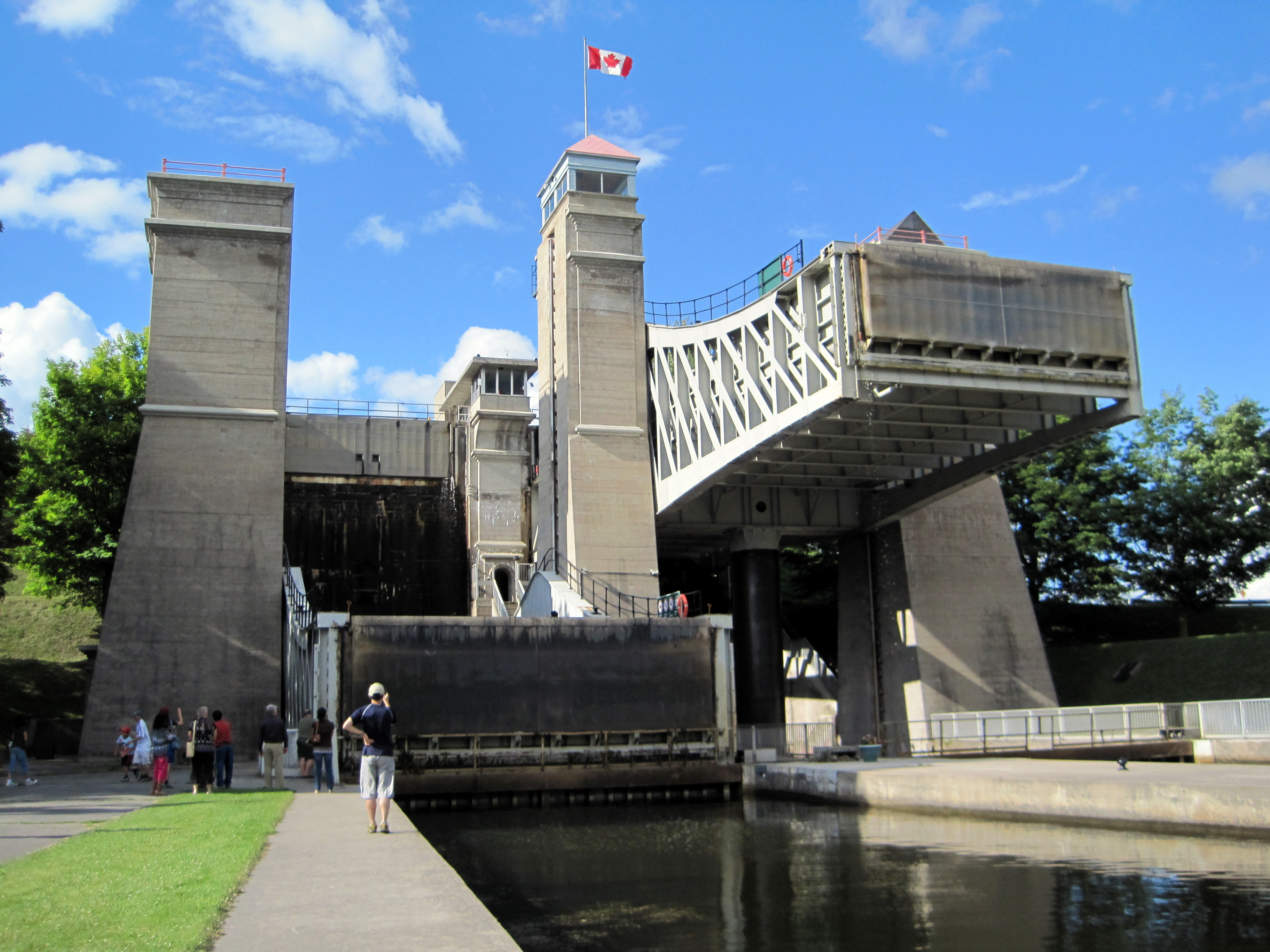
Peterborough emelő zsilip (Kanada)

A hajólift vagy hajóemelő, szerkezet amely két különböző magasság között szállít egy vízi járművet és alternatívája a zsilipnek és a ferde síkú csatornának.
Lehet függőlegesen mozgó, mint a francia Les Fontinettes és az Anderton hajólift Angliában, vagy forgó, mint a skóciai Falkirki kerék.

## Története
A hajólift előfutára, amely képes teljes méretű csatornahajók mozgatására, a bányászat során használt kádhajó emelő volt, amely fel tudott emelni egy akkoriban használatos 2,5 tonnás kádhajót. A Drezda közelében lévő  Halsbrückeben, a Churprinz bányacsatornán egy kísérleti rendszert használtak amelyik 7 méterre emelte fel a hajókat keszonok nélkül. Ez a lift 1789 és 1868 között működött és a felavató mérnök James Green arról számol be, hogy 1796 és 1830 között öt hajólift épült. A találmányt James Andersonnak tulajdonította.
Az emelő elképzelését visszavezethetjük Erasmus Darwin 1777-1778 kiadott Commonplace Book című könyvében megjelent keszon zsilip vázlatára.
1796-ban James Fussell tervezett egy kísérleti ellensúlyos zsilipet, amelyet Mellsnél a Dorset és a Somerset csatornán építettek, bár ez a projekt soha nem fejeződött be. Hasonló megoldást alkalmaztak a felvonókhoz a Grand Western Canal kádhajó szakaszán, amely 1835-ben lépett működésbe. Ez lett az első nem kísérleti hajólift Nagy-Britanniában és 40 évvel megelőzte az Anderton hajóliftet.
1904-ben megnyílt a kanadai Richard Birdsall Rogers által tervezett Peterborough emelő zsilip. Ez a 19,8 méteres magas emelőrendszer pusztán csak gravitációval működtetnek. Ez egy két teknős rendszer ahol a felső teknő 30 cm-rel magasabb vízszintje biztosítja az szükséges nagyobb súlyt.
Európában a legmagasabb hajólift a 2002-ben Belgiumban megnyitott Strépy-Thieu hajólift, 73,15 méteres magasságkülönbséggel és az európai IV. Osztály (1350 tonna) kapacitással.
A Három-szurdok-gátnál a 2016 januárjában befejezett hajólift emelési magassága 113 méter és akár 3000 tonnás hajók átemelésére képes.
A Longtan gáton épülő emelő zsilip emelési magassága 179 méter lesz, bár az két lépcsőben történik és csak 500 tonnás hajókat.

## Jelentősebb hajóliftek
| Név                                | Ország             | Megnyitási év | Kapacitás (tonna) | Méret (méter)      | Emelési magasság (méter) | Emelési idő (perc) | Megjegyzések                                       |
| ---------------------------------- | ------------------ | ------------- | ----------------- | ------------------ | ------------------------ | ------------------ | -------------------------------------------------- |
| Három-szurdok-gát hajólift         | Kína               | 2016          | 3000              | 280 x 35 x 5       | 113                      | 30–40              |                                                    |
| Krasznojarszki ferde síkú csatorna | Oroszország        | 1982          | 1500              | 90 x 18 x 2,2      | 104                      | 90                 |                                                    |
| Ronquières ferde síkú csatorna     | Belgium            | 1968          | 1350              | 91 x 12 x 3,7      | 67,73                    | 22                 |                                                    |
| Strépy-Thieu hajóemelő             | Belgium            | 2002          | 1350              | 112 x 12 x 3,35    | 73,15                    | 7                  |                                                    |
| Scharnebeck iker hajólift          | Németország        | 1974          | 1350              | 105,4 x 15,8 x 3,4 | 38                       | 3                  |                                                    |
| Niederfinow hajólift               | Németország        | 1934          |                   | 85 x 12 x 2,5      | 36                       | 20                 |                                                    |
| Peterborough hajólift              | Kanada             | 1904          | 1300              | 42,7 x 10,1 x 2,1  | 19,8                     | 10                 |                                                    |
| Kirkfield emelő zsilip             | Kanada             | 1907          | 1300              | 42,7 x 10,1 x 2,1  | 14,9                     | 10                 |                                                    |
| Rothensee hajólift                 | Németország        | 1938          | 1000              | 85 x 12,2 x 2,5    | 16                       | 20                 |                                                    |
| Falkirki kerék                     | Egyesült Királyság | 2002          | 600               | 21,33 x 6,0 x 1,37 | 24                       | 4                  |                                                    |
| Henrichenburg hajólift             | Németország        | 1962          | 600               | 67 x 8,2 x 2       | 14                       | 25                 |                                                    |
| Danjiangkou Dam                    | Kína               | 2014          | 450               |                    |                          |                    |                                                    |
| Geheyan Dam hajólift               | Kína               | 1998          | 300               |                    |                          |                    |                                                    |
| Longtan Dam hajólift               | Kína               | 2019          | 250               | 40 x 10,8 x 1,8    | 68,5                     |                    | az építők szerint a "világ leggyorsabb hajóliftje" |
| Canal du Centre hajóliftek         | Belgium            | 1888–1917     | 360 /350          | 40,1 x 5,06 x 2    | 16,93 - 15,4             |                    | három 16,93 méteres, plusz egy 15,4 méteres        |
| Fontinettes hajólift               | Franciaország      | 1881–88       | 300               | 39 x 5,2 x 2       | 13,13                    | 5                  |                                                    |
| Anderton hajólift                  | Egyesült Királyság | 1875          | 250               | 22,9 x 4,7 x 2,9   | 15,25                    |                    |                                                    |

## Fordítás
- Ez a szócikk részben vagy egészben  a   Boat lift című angol Wikipédia-szócikk fordításán alapul.  Az eredeti cikk szerkesztőit annak laptörténete sorolja fel. Ez a jelzés csupán a megfogalmazás eredetét és a szerzői jogokat jelzi, nem szolgál a cikkben szereplő információk forrásmegjelöléseként.
- Ez a szócikk részben vagy egészben  a   Båtlyft című svéd Wikipédia-szócikk fordításán alapul.  Az eredeti cikk szerkesztőit annak laptörténete sorolja fel. Ez a jelzés csupán a megfogalmazás eredetét és a szerzői jogokat jelzi, nem szolgál a cikkben szereplő információk forrásmegjelöléseként.